# Захыст
Захыст (укр. Захист; до 2025 года — Защита) — село в Новомиргородской городской общине Новоукраинского района Кировоградской области Украины.
До 2020 года входило в Новомиргородский район
Население по переписи 2001 года составляло 213 человек. Почтовый индекс — 26000. Телефонный код — 5256. Код КОАТУУ — 3523882502.
В июне 2025 года, постановлением Верховной Рады Украины селу было присвоено название Захыст